# Buczek (Rudawy Janowickie)
Buczek (niem. Buchberg), 456 m n.p.m. – jeden z sześciu szczytów Gór Sokolich w Rudawach Janowickich, położony najdalej ku zachodowi.
Zbudowany z granitu karkonoskiego z żyłami aplitów. Na szczycie i zboczach występują bloki skalne.
Szczyt porośnięty lasem. Znajduje się na obszarze Rudawskiego Parku Krajobrazowego, którego granica przebiega u północnych podnóży wzniesienia.